# Henri Hajdenberg
Henri Hajdenberg, né le 22 juin 1947, est un avocat français.

## Biographie
Inscrit au Barreau de Paris en 1970, spécialiste du droit pénal des affaires, il crée son cabinet en 1973.
Ashkénaze à la tête du Renouveau juif, il appelle à voter contre la politique proche-orientale de Valéry Giscard d'Estaing, à l'Élection présidentielle française de 1981.
De 1995 à 2001, Henri Hajdenberg fut le 8e président du Conseil représentatif des institutions juives de France (CRIF), succédant à Jean Kahn.
En 1998, il critique les propos du président Jacques Chirac à Beyrouth sur un retrait sans condition du Liban et du plateau du Golan par Israël.
Favorable au processus de paix avec les Palestiniens, il rencontre en 1999 Yasser Arafat, suscitant l’hostilité de Benyamin Netanyahou, qui refusera de recevoir la délégation du CRIF. Jacques Kupfer, président du Likoud de France, se montre également hostile aux dirigeants du CRIF, qu’il appelle la « petite frange des adorateurs d’Oslo ».
De retour en France, il déclare que le « rôle des communautés juives peut évoluer », et qu’il ne doit plus être uniquement question de « soutenir Israël » inconditionnellement : « Il faut multiplier les contacts avec le monde arabe, ses dirigeants, ses leaders d’opinion et au-delà. Le monde juif est mal connu de la société arabe, et l’inverse est vrai aussi. Sans se substituer aux dirigeants de l’État d’Israël, il importe de faire connaître les sensibilités des Israéliens et des Juifs de la diaspora, mais aussi d’écouter les analyses des dirigeants arabes. »
En janvier 2000, il fut élu président du Congrès juif européen, succédant à l’Allemand Ignatz Bubis (de), décédé en août 1999. Il est le frère de Serge Hajdenberg, fondateur de Radio J.